# Earl Baldwin
Earl Baldwin (Newark, Nova Jersey, 11 de gener de 1901 - Hollywood, Califòrnia, 9 d'octubre de 1970) va ser un guionista i productor de cinema estatunidenc.

## Filmografia

### Guionista
| - 1928: Brotherly Love - 1929: The Sophomore - 1929: Red Hot Rhythm - 1930: Sweet Mama - 1931: The Naughty Flirt - 1931: The Tip-Off - 1931: The Big Shot - 1932: The Mouthpiece - 1932: Doctor X - 1932: Life Begins - 1932: The Crash - 1932: Central Park - 1933: Blondie Johnson - 1933: Wild Boys of the Road - 1933: Havana Widows - 1934: Wonder Bar - 1934: Here Comes the Navy - 1934: A Very Honorable Guy - 1934: 6 Day Bike Rider - 1935: Devil Dogs of the Air - 1935: Go Into Your Dance - 1935: The Irish in Us | - 1937: Ever Since Eve - 1938: A Slight Case of Murder - 1938: Gold Diggers in Paris - 1938: Cowboy from Brooklyn - 1939: Off the Record - 1940: Brother Orchid - 1940: The Man Who Talked Too Much - 1940: My Love Came Back - 1940: She Couldn't Say No - 1941: Honeymoon for Three - 1941: Unholy Partners - 1942: The Navy Comes Through - 1944: Pin Up Girl - 1944: Greenwich Village - 1944: Irish Eyes Are Smiling - 1945: Hold That Blonde - 1946: Breakfast in Hollywood - 1949: Africa Screams - 1949: Shocking Affair - 1951: Lullaby of Broadway - 1953: South Sea Woman - 1956: The Go-Getter - 1959: Juke Box Rhythm |

### Productor
- 1936: Gold Diggers of 1937[3]